# Xã Lincoln, Quận Wright, Iowa
Xã Lincoln (tiếng Anh: Lincoln Township) là một xã thuộc quận Wright, tiểu bang Iowa, Hoa Kỳ. Năm 2010, dân số của xã này là 1.386 người.